# Roxania pacifica
Roxania pacifica is een slakkensoort uit de familie van de Scaphandridae. De wetenschappelijke naam van de soort is voor het eerst geldig gepubliceerd in 1955 door Habe.